# 迪斯科藻目
迪斯科藻目（学名：Discosporangiales）是褐藻纲下的一个目。

## 下属分类
本目包括以下科：
- 离果藻科 Choristocarpaceae
- 迪斯科藻科 Discosporangiaceae